# Kup europskih prvaka 1989./90. (košarka)
Ovo je 33. izdanje Kupa europskih prvaka u košarci. Završni turnir održan je u Zaragozi od 17. do 19. travnja 1990. Jugoplastika Split obranila je naslov, a njen igrač Toni Kukoč proglašen je najkorisnijem igračem.

## Završni turnir

### Poluzavršnica
- Jugoplastika Split -  Aris Solun 104:83
- Barcelona -  CSP Limoges 101:83

### Završnica
- Jugoplastika Split -  Barcelona 72:67

- europski prvak:  Jugoplastika Split (drugi naslov)
  - sastav ([1] ): Zoran Sretenović, Velimir Perasović, Luka Pavićević, Toni Kukoč, Goran Sobin, Paško Tomić, Petar Naumoski, Žan Tabak, Josip Lovrić, Duško Ivanović, Zoran Savić, Dino Rađa, Aramis Naglić, Teo Čizmić, Velibor Radović, trener Božidar Maljković